# Ischnopteris mediosecta
Ischnopteris mediosecta là một loài bướm đêm trong họ Geometridae.